# Родченко, Валентин Филиппович
Валентин Филиппович Родченко (род. 12 мая 1939, Ворошиловград) — моряк-полярник, капитан научно-исследовательского судна «Михаил Сомов» Арктического и антарктического научно-исследовательского института, Герой Советского Союза (1986).

## Биография
Родился 12 мая 1939 года в городе Ворошиловград (ныне Луганск) в семье служащего.
Учился в школе в Станице Луганской (пгт в Луганской области).
Окончил Ждановскую мореходную школу в городе Жданов (ныне Мариуполь), работал на танкере «Казбек» Черноморского пароходства.
В 1961 году окончил Херсонское мореходное училище Министерства морского флота.
Работал на судах Дальневосточного морского пароходства, в частности, помощником капитана и старшим помощником капитана на судах «Каменец-Подольск», «Владивосток», «Москва», в том числе, доставлял грузы в Арктику и воюющий Северный Вьетнам. Ходил на научно-исследовательских судах.
С 1967 года — член КПСС.
С 1973 года — старший помощник капитана, дублёр капитана, капитан ледокольно-транспортного научно-экспедиционного судна «Михаил Сомов» Арктического и антарктического научно-исследовательского института (ААНИИ).

### Полярный подвиг
В середине февраля 1985 года научно-исследовательское судно «Михаил Сомов» прибыло в район станции «Русская», расположенной в тихоокеанском секторе Антарктики. Ему предстояло сменить состав зимовщиков, доставить топливо и продукты. Внезапно начался шторм. Скорость ветра достигала 50 метров в секунду. Судно блокировали тяжёлые льдины, и оно вынуждено было дрейфовать со скоростью 6-8 километров в сутки. Толщина льда в этом районе достигала 3-4 метров. Расстояние от судна до ледовой кромки — около 800 километров. «Михаил Сомов» оказался прочно пленённым в море Росса.
По команде из Москвы часть экипажа и исследователей сняли вертолёты и переправили на другие суда. На «Михаиле Сомове» оставались 53 человека во главе с капитаном В. Ф. Родченко.
Чтобы выручить из дрейфующей ловушки судно, по просьбе Госкомгидромета СССР Министерство морского флота выделило ледокол «Владивосток» Дальневосточного морского пароходства, а Министерство гражданской авиации — вертолёты палубного базирования под командованием Б. В. Лялина. Их прибытие к морю Росса требовало значительного времени.
Ударными темпами стали загружать ледокол «Владивосток» дополнительным горючим, продовольствием, комплектами теплой одежды (на случай длительной зимовки, а то и высадки людей на лёд), тройным запасом буксировочных тросов, запасными частями для буксировочных лебедок. Ни на «Михаиле Сомове», ни на «Владивостоке», ни в министерствах не могли предположить, как будет складываться ситуация. Море Росса было мало исследовано и таило массу загадок.
А в это время судно «Михаил Сомов» было лишено подвижности. Руль и винт заклинены льдом. Видимость ограничена сумерками южнополярной ночи. Температура воздуха — минус 20-25 градусов. Корабль дрейфовал в центре устойчивых многолетних льдов.
Капитан В. Ф. Родченко мобилизовал всё для жизнеобеспечения «пленника». Вёл наблюдение за массивными подвижками льдов, за торосами, находящимися в опасной близости. Три раза в сутки выходил на связь со станцией «Молодёжная», которую в буквальном смысле, «раздирали» редакции газет, радио, телевидения множества стран мира, требуя информации: «Как там „Михаил Сомов“?». Из-за магнитных бурь сам экипаж утратил слышимость Москвы, Ленинграда.
К концу июня «Михаил Сомов» пережил сотый день дрейфа. Вблизи корабля поднялись торосы, высота которых достигла верхней палубы. Пришлось сократить расход электроэнергии, пара, пресной воды. Отказались от обогрева ряда служебных помещений, балластных танков. Санитарный день (стирку, душ, баню и так далее) теперь устраивали только два раза в месяц. Принятые меры позволили экономить ежедневно до 2,5 тонн горючего. Капитан В. Ф. Родченко жёстко поставил задачу: продержаться до подхода «Владивостока».
Выйдя 10 июня 1985 года из владивостокского порта, ледокол «Владивосток» на максимальном ходу устремился в южные широты. В Новой Зеландии на его борт поднялся назначенный Советом Министров СССР начальник специальной экспедиции по оказанию помощи «Михаилу Сомову» А. Н. Чилингаров. На известного полярника возлагалась ответственность за координацию действий всех технических средств и личного состава в спасении «Михаила Сомова» из ледового плена.
На 36-й день, не без риска и огромных трудностей, «Владивосток» (не созданный для сильных штормовых условий открытого океана) преодолел 40-е и 50-е широты. При этом часто оба его борта полностью уходили под воду, однако размещённый в укрытиях палубный груз удалось сохранить. Ледокол установил радиотелефонную связь с «Михаилом Сомовым» и «Павлом Корчагиным» (последний подстраховывал «пленника» у кромки льда). При входе в зону айсбергов усилили вахту на ходовом мостике. 18 июля 1985 года «Владивосток» встретился с «Павлом Корчагиным», взяли у него вертолёт и направился дальше через молодые льды освобождать дрейфующий «Михаил Сомов», до которого оставалось 600 миль.
Узнав о скором прибытии «Владивостока», экипаж дрейфующего судна, несмотря на шторм и полярную ночь, стал готовиться к встрече: перебрал главные двигатели, проверил гребную установку, освободил ото льда винт и руль. Дабы не дать последним вмёрзнуть вновь, пользуясь сэкономленными запасами топлива, несмотря на невозможность двигаться, поддерживали в работе главные двигатели.
26 июля 1985 года прибывший «Владивосток» перемещался галсами вокруг «Михаила Сомова», обкалывая льды в условиях ненастной погоды (сильный юго-западный ветер и температура воздуха —34 градуса).
В. Ф. Родченко понимал, что ухудшающаяся погода на раздумья, а тем более на «жаркую» встречу экипажей двух судов времени не отпускала. Поэтому, как только «Михаил Сомов» был оторван ото льдов, «Владивосток» сразу же двинулся по пробитому им же каналу в обратный путь. «Михаил Сомов» последовал за своим освободителем.
Указом Президиума Верховного Совета СССР от 14 февраля 1986 года за мужество и отвагу, проявленные при исполнении служебного долга, капитану научно-исследовательского судна «Михаил Сомов» Арктического и антарктического научно-исследовательского института Валентину Филипповичу Родченко присвоено звание Героя Советского Союза с вручением ордена Ленина и медали «Золотая Звезда» (№ 10783).
В 2016 году на основе этих событий был снят художественный фильм «Ледокол», в главной роли Пётр Фёдоров

### После награждения
После награждения В. Ф. Родченко продолжил работать на судах Арктического и антарктического научно-исследовательского института.
Был слушателем заочного факультета Ленинградского высшего инженерного морского училища имени адмирала С. О. Макарова по специальности «Судовождение на морских путях», окончил его в 1986 году. Работал капитаном-наставником плавсредств Канонерского судоремонтного завода, позднее главным государственным инспектором и капитан-наставником отдела флота концерна «Морское подводное оружие».
С 1995 года — на пенсии.
Помимо звания Героя Советского Союза, ордена Ленина и медали «Золотая Звезда» за полярный подвиг, награждён медалями «Ветеран труда», «За доблестный труд», «В ознаменование 100-летия со дня рождения В. И. Ленина», «300 лет Российскому флоту».
Проживает в Санкт-Петербурге.